# اهورن، بادن-وارتمبرگ
اهورن، بادن-وارتمبرگ (به آلمانی: Ahorn, Baden-Württemberg) یک شهرداری در آلمان است که در بادن-وورتمبرگ واقع شده‌است.

## خصوصیات
اهورن ۵۳٫۹۶ کیلومترمربع مساحت دارد ۳۶۰ متر بالاتر از سطح دریا واقع شده‌است.

## خواهرخوانده
شهر Plesder خواهرخواندهٔ اهورن، بادن-وارتمبرگ هست.